# Ел Азиз
Абу Мансур Низар ел Азиз Билах (955—996) био је пети фатимидски калиф. Владао је од 975. године до смрти.

## Биографија
Ел Азиз је на престолу наследио свога брата ел Муиза јер је Муизов син умро пре оца. Територијална експанзија Фатимидског калифата настављена је и током Азизове владавине. Прве године своје владавине освојио је Банијас (југозапад данашње Сирије). Године 983. освојио је Дамаск. Настојања да своје територије прошири на север, довело га је у сукоб са Византијским царством. Рат са Византијом биће окончан тек за време Азизових наследника.
У унутрашњој политици се показао као просвећени владар. Био је спреман да на високе положаје поставља и не-муслимане, па је тако гувернер Сирије био Јевреј. Подржавао је културу и у Каиру отворио библиотеку са 200.000 књига. Наследио га је син ел Хаким би Амр Алах.